# Hardbop
Hardbop is een jazzstijl die in het verlengde ligt van de bebop of bopmuziek. Hardbop vermengt invloeden uit rhythm-and-blues, gospelmuziek en blues, vooral dan in de saxofoon- en pianopartijen.
Als gevolg van de rol die virtuozen zoals Charles Mingus en Ray Brown speelden in de ontwikkeling van dit genre, werden de baspartijen meer gevarieerd dan in de bebop. De bedoeling van hardbop was deels om toegankelijker te zijn voor een publiek dat bebop niet kende, of niet echt open stond voor bebop. De Amerikaanse auteur David H. Rosenthal stelde in zijn boek Hard Bop dat het genre grotendeels op natuurlijke wijze voortkwam uit een generatie Afro-Amerikaanse muzikanten die opgroeide in een periode waarin bop en rhythm-and-blues dominante vormen van zwarte Amerikaanse muziek waren. Prominente jazzmuzikanten zoals Tadd Dameron waren actief in beide genres.
Bekende voorbeelden van hardbopmuzikanten zijn Cannonball Adderley, Art Blakey, Clifford Brown, Donald Byrd, Sonny Clark, John Coltrane, Lou Donaldson, Miles Davis, Kenny Drew, Benny Golson, Dexter Gordon, Joe Henderson, Andrew Hill, Freddie Hubbard, Jackie McLean, Charles Mingus, Blue Mitchell, Hank Mobley, Thelonious Monk, Lee Morgan, Sonny Rollins en Horace Silver.
Hardbop werd ontwikkeld tijdens de jaren 1950 en 1960 en was ook het meest populair tijdens die periode. Niettemin blijven hardbopmuzikanten, en elementen van het genre, populair in de jazz.
Souljazz ontstond uit de hardbop.

## Andere hardbopmuzikanten
- Eric Alexander
- Carl Allen
- Gary Bartz
- Walter Bishop jr.
- Art Blakey
- Tina Brooks
- Paul Chambers
- Thomas Clausen
- Bob Cranshaw
- Steve Davis
- Walter Davis jr.
- Barbara Dennerlein
- Kenny Dorham
- Ray Draper
- Kenny Drew
- Art Farmer
- Curtis Fuller
- Hotep Idris Galeta
- Red Garland
- Jimmy Garrison
- Grant Green
- Johnny Griffin
- Herbie Hancock
- Bill Hardman
- Roy Haynes
- Billy Higgins
- Elmo Hope
- Bobby Hutcherson
- Clifford Jarvis
- LaMont Johnson
- Philly Joe Jones
- Pete La Roca (Pete Sims)
- Harold Land
- Herbie Lewis
- Hank Mobley
- Dick Morrissey
- Lewis Nash
- David Newman
- Art Phipps
- Dizzy Reece
- Larry Ridley
- Larry Ritchie
- Art Taylor
- Charles Tolliver
- Stanley Turrentine
- Tommy Turrentine
- Mal Waldron
- Cedar Walton
- Wilbur Ware
- Butch Warren
- Doug Watkins
- Tony Williams
- Larry Willis